# Las morras
«Las morras» (estilizado en mayúsculas) es una canción interpretada por el cantante mexicano Peso Pluma y el rapero colombiano Blessd. La canción fue lanzada el 4 de abril de 2023, a través de Warner Music Colombia, Prajin Parlay y Cigol Music Group, como segundo sencillo de la versión de lujo del álbum Génesis de Peso Pluma. Se subió un vídeo musical el mismo día de su lanzamiento.
La canción fue escrita por ambos cantantes junto con Jesús Roberto Laija García (Tito double p), y fue producida por Iván Leal.

## Música y letra
La letra trata sobre vivir la buena vida, en la que ambos cantantes intercambian versos y mezclan jerga mexicana y jerga colombiana. La canción también combina corridos tumbados (referidos como trap corridos) con música hip hop y trap.

## Rendimiento en las listas
«Las morras» no llegó al Billboard Hot 100, pero alcanzó el puesto número dos en el Bubbling Under Hot 100 y el número 97 en el Global 200. También se ubicó en Mexico Songs y Hot Latin Songs, alcanzando el puesto 17 y 19, respectivamente.

## Posicionamiento en listas
| Lista (2023)                                       | Mejor posición |
| -------------------------------------------------- | -------------- |
| EE. UU. Bubbling Under Hot 100 Singles (Billboard) | 2              |
| Global 200 (Billboard)                             | 97             |
| México (Billboard)                                 | 17             |
| EE. UU. Hot Latin Songs (Billboard)                | 19             |